# Maria Arredondo
Maria Arredondo (Vennesla, 6 juli 1985) is een Noorse zangeres. Ze heeft verschillende albums en singles uitgebracht. Haar achternaam Arredondo is afkomstig van haar Chileense stiefvader.
Als kind was ze al actief met optredens en op haar 14e kreeg ze een contract met Scandinavian Artist Management. In 2000 volgde een contract met het platenlabel Universal Music. Arredondo heeft samengewerkt met onder andere Christian Ingebrigtsen, Hanne Sørvaag, Espen Lind en Jon Lord (bekend van Deep Purple).
Ze speelde de hoofdrol in de Sound of Music in het theater Edderkoppen Scene in Oslo. De première van deze musical was op 3 september 2008. Zowel de voorstelling als Arredondo kregen positieve kritieken.
Arredondo nam deel aan de Melodi Grand Prix 2010 met het nummer The touch, geschreven door Rolf Løvland. Met dit nummer won ze de Noorse subfinale in Bodø op 16 januari.
In de periode 2010 - 2015 werkte ze parttime in de kerk van Heggedal in Asker.
In 2013 bracht Arredondo het album Heime nå uit, in samenwerking met Martin Halla. Het album kreeg een 'dobbelsteen' met 2 ogen in de krant Verdens Gang en 3 ogen in de krant Dagbladet (een dobbelsteen met 6 ogen is de hoogste waardering).
Op 3 oktober 2015 trouwde Arredondo met zanger Torstein Sødal.
- Bibsys: 4108052
- International Standard Name Identifier: 0000 0003 6230 5769
- MusicBrainz: a11800db-b0fd-4b3f-9928-8f571f35b9af
- Virtual International Authority File: 307157568